# Tour de Padanie
Le Tour de Padanie (en italien Giro di Padania) est une course cycliste se déroulant sur plusieurs étapes tout autour de la Padanie. Cette course fait partie du circuit continental européen de l'UCI.

## Palmarès et résultats

### Podiums
| Année | Vainqueur       | Deuxième          | Troisième             |
| ----- | --------------- | ----------------- | --------------------- |
| 2011  | Ivan Basso      | Giovanni Visconti | Francesco Masciarelli |
| 2012  | Vincenzo Nibali | Riccardo Chiarini | Franco Pellizotti     |

### Résultats de la première édition
193 coureurs participent à la première édition de cette course qui comprend 3 équipes nationales (Australie, Pologne et Slovénie).
Le premier Tour de Padanie comprend 5 étapes :
1. Paesana (Cuneo) - Laigueglia (Savona), gagnée par Sacha Modolo
2. Loano (Savona) - Vigevano (Pavia), gagnée par Elia Viviani
3. Lonate Pozzolo (Varèse) - Salsomaggiore Terme (Province de Parme), gagnée par Sacha Modolo
4. Noceto (Province de Parme) - San Valentino di Brentonico (Province de Trente), gagnée par Ivan Basso
5. Rovereto (Province de Trente) - Montecchio Maggiore (Province de Vicence), gagnée par Andrea Guardini